# Broadway, 39e rue
Pour plus de détails, voir Fiche technique et Distribution.
Broadway, 39e rue (Cradle Will Rock) est un film américain réalisé par Tim Robbins et sorti en 1999.

## Synopsis
À l'automne 1936, dans un New York en pleine Grande Dépression, les syndicats appellent à la grève jusque dans les théâtres de Broadway.

## Fiche technique
- Titre original : Cradle Will Rock
- Titre français : Broadway, 39e rue
- Réalisation : Tim Robbins
- Scénario : Tim Robbins
- Direction artistique : Richard Hoover
- Décors : Richard Hoover, Peter Rogness, Troy Sizemore, Debra Schutt
- Costumes : Ruth Myers
- Image : Jean-Yves Escoffier
- Montage : Geraldine Peroni (en)
- Musique : David Robbins
- Production : Lydia Dean Pilcher, Jon Kilik, Tim Robbins
- Sociétés de production : Touchstone Pictures, Havoc Productions et Cradle Productions
- Sociétés de distribution : Touchstone Pictures (États-Unis), UGC Fox Distribution (France)
- Budget : 32 millions de $
- Pays :  États-Unis
- Langue : anglais
- Format : Couleur (Technicolor) - 35 mm (Eastman) - 2,35:1 - DTS / Dolby Digital / SDDS
- Durée : 132 minutes
- Dates de sortie :
  - États-Unis : 10 décembre 1999
  - France : 12 avril 2000

## Distribution
- Hank Azaria (VF : Jérôme Keen) : Marc Blitzstein
- Rubén Blades :  (VF : Pierre-François Pistorio) : Diego Rivera
- Joan Cusack (VF : Caroline Beaune) : Hazel Huffman
- John Cusack : Nelson Rockefeller
- Cary Elwes : John Houseman
- Philip Baker Hall : Gray Mathers
- Cherry Jones : Hallie Flanagan
- Angus Macfadyen : Orson Welles
- Bill Murray (VF : Patrick Floersheim) : Tommy Crickshaw
- Vanessa Redgrave (VF : Nadine Alari) : Constance LaGrange
- Susan Sarandon (VF : Béatrice Delfe) : Margherita Sarfatti
- Jamey Sheridan : John Adair
- John Turturro : Aldo Silvano(VF : Dominique Collignon-Maurin)
- Emily Watson (VF : Anne Massoteau) : Olive Stanton
- Bob Balaban : Harry Hopkins
- Leonardo Cimino (VF : Maurice Chevit) : L'homme dans la file d'attente

 Source et légende : version française (VF) sur RS Doublage

## Autour du film
Le film, bien que romancé pour certains personnages, est assez proche de la réalité historique, en particulier pour ce qui concerne le directeur de théâtre Orson Welles montant sa comédie musicale The Cradle Will Rock, auquel le film doit son titre original.